# Vodní elektrárna Ajba
Vodní elektrárna Ajba ( zkratkou HE Ajba) je jednou z menších a novějších vodních elektráren ve Slovinsku, která leží na řece Soči, v blízkosti vesnice Ajba v občině Kanal ob Soči v Gorickém regionu.  Provozuje ji společnost Soške elektrarne Nova Gorica.
Vodní elektrárna byla postavena za účelem zajištění minimálního ekologicky přijatelného toku řeky Soča v jejím korytu. Její průtok vyžaduje minimálně 2,5 m³ / s.
Elektrárna byla postavena v roce 2008 a k jejímu provozování je využívána  voda z přehrady Ajba. Přehrada byla postavena již v roce 1939 jako součást projektu vodních elektráren Plave.
Vodní elektrárna Ajba, spolu s vodními elektrárnami HE Plave, HE Plave 2 a přečerpávací elektrárnou Avče využívá vodu z přehradní nádrže Ajba.

## Popis
HE Ajba je průtočná elektrárna s jednou svislou turbinou o výkonu 0,25 MW. Roční výroba je zhruba 1400 MWh. Využívaný spád je 10,2 - 11,7 m.